# Cecenowo
Cecenowo (kaszb. Cécenowò, Cécnowò, Cecënowò lub też Cecenowò, niem. Zezenow) – stara wieś kaszubska w Polsce położona w województwie pomorskim, w powiecie słupskim, w gminie Główczyce przy drodze wojewódzkiej nr . W kierunku północnowschodnim od Cecenowa znajduje się rezerwat przyrody Las Górkowski.
W latach 1975–1998 miejscowość administracyjnie należała do województwa słupskiego.

## Nazwa
Nazwa, wzmiankowana po raz pierwszy w formie Cezanowo w 1229, ma pochodzenie słowiańskie i charakter dzierżawczy. Powstała przez dodanie do pomorskiej nazwy osobowej *Tetenъ (por. pol. Ciecierad).. Friedrich Lorentz odnotował formy nazwy w lokalnych gwarach słowińskich: Cė̂cenɵvo, Cė́cnɵvɵ wraz z nazwami mieszkańców: Cė̂cenɵvjȯu̯n : Cė́cnɵvjȯu̯n, Cė̂cenɵvjȯu̯nkă : Cė́cnɵvjȯu̯nkă. Niemiecka nazwa Zezenow jest adaptacją fonetyczną pierwotnej nazwy słowiańskiej. Polska nazwa Cecenowo w miejsce spodziewanej *Ciecienowo opiera się na wymowie słowińskiej.
Rada Języka Kaszubskiego proponuje kaszubską formę nazwy Cecenowò.

## Historia

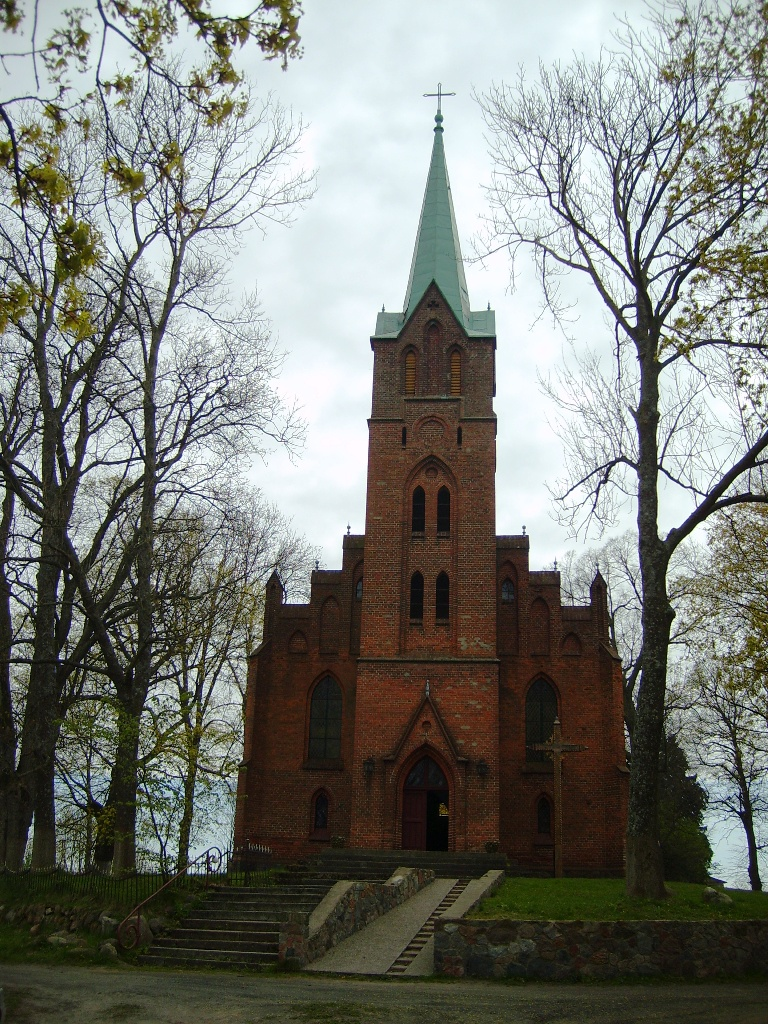
Kościół w Cecenowie

Wieś wielodrożnica; pierwsza wzmianka znajduje się w dokumencie z 1249 roku wystawionym przez księcia Świętopełka, w którym nadaje osadę klasztorowi norbertanek w Żukowie. W 1510 roku majątek kupił od klasztoru Ewald von Massow. Po wygaśnięciu rodu w linii męskiej Cecenowo wróciło do klasztoru. Rok później po protestach rodziny, konwent klasztoru potwierdził sprzedaż i dobra powróciły do rodziny von Massow. W 1735 roku pożar od pioruna zniszczył kościół i sporo zagród. Od von Massowów kupił go w 1777 roku Moritz von Weyher z Janowic. W 1784 roku według Bruggemanna we wsi był folwark, owczarnia, kuźnia, łącznie 34 domy. Cecenowo utrzymywało też kaznodzieję. Miejscowość obok Główczyc była główną siedzibą Kaszubów. W 1842 roku odprawiano jeszcze często mszę w języku kaszubskim, a ostatnia miała miejsce w 1876 roku. Działali tu pastorzy Schimansky, Lorek, Ziegler, którzy badali społeczność kaszubską, choć nie zawsze byli przychylnie doń nastawieni. Po niespełna 20 latach majątek dostał się w ręce Caspara Wilhelma von Zitzewitza, który w latach 1812–1814 wybudował murowany dwór. Jego rozbudowa trwała do 1868 roku. Ostatnim właścicielem Cecenowa został w 1918 roku Wilhelm Zygfryd Otto Marcin von Zitzewiz, który gospodarzył tu do roku 1945. W 1939 roku poza majątkiem było 50 gospodarstw. Wieś była uprzemysłowiona: pracował tartak i gorzelnia; był tu hotel i zakłady rzemieślnicze wszystkich prawie branż oraz kilka sklepów.

## Zabytki
- zespół dworsko-parkowy utworzono na początku XIX wieku, najstarsza część zbudowana została w początkach XVIII wieku na miejscu wcześniejszego drewnianego dworu, z którego pozostawiono belkę z datą 1687. Nad wejściem do starszej, parterowej części budynku, krytej czterospadowym dachem mansardowym[8] z lukarnami znajduje się kartusz z herbem rodziny von Zitzewitz umieszczony w wolim oku. Budowla składa się z trzech części wyraźnie oddzielających się[9]. W parku krajobrazowym otaczającym pałac zachowały się liczne drzewa pomnikowe: jodła, tulipanowiec (obumarły), jesion, buk, klon.
- kościół filialny w Cecenowie pw. Najświętszej Marii Panny został wybudowany w latach 1867-1868 po pożarze kościoła drewnianego. Kościół murowany znajduje się w innym miejscu niż jego poprzednik tzn. trochę wyżej. Fundamenty kościoła opierają się na głazach granitowych. Kościół to neogotycka jednonawowa budowla. W kościele znajdują się wspaniałe organy, wykonane przez B. Grüneberga w 1875 r[10].

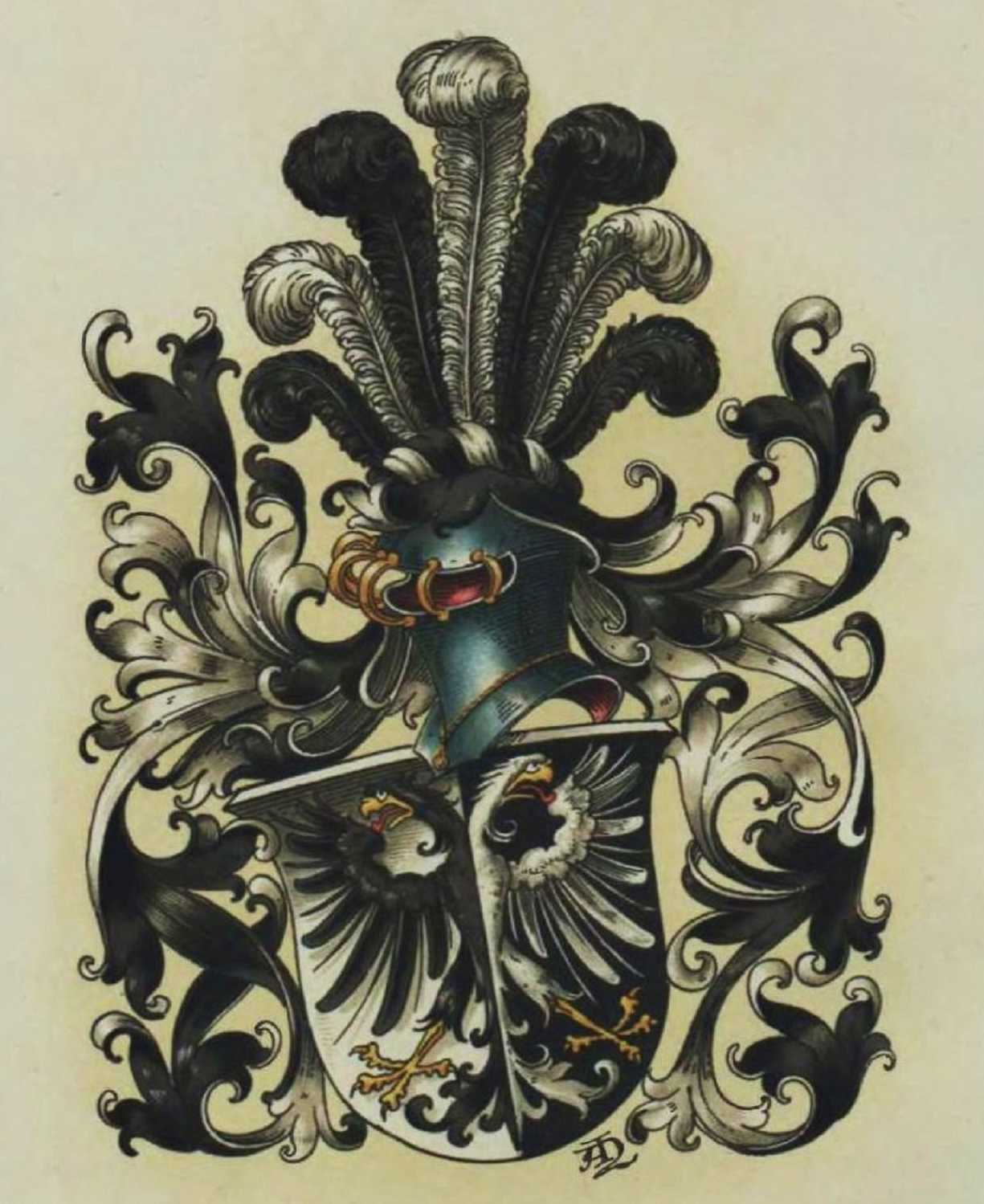
Herb rodziny von Zitzewitz
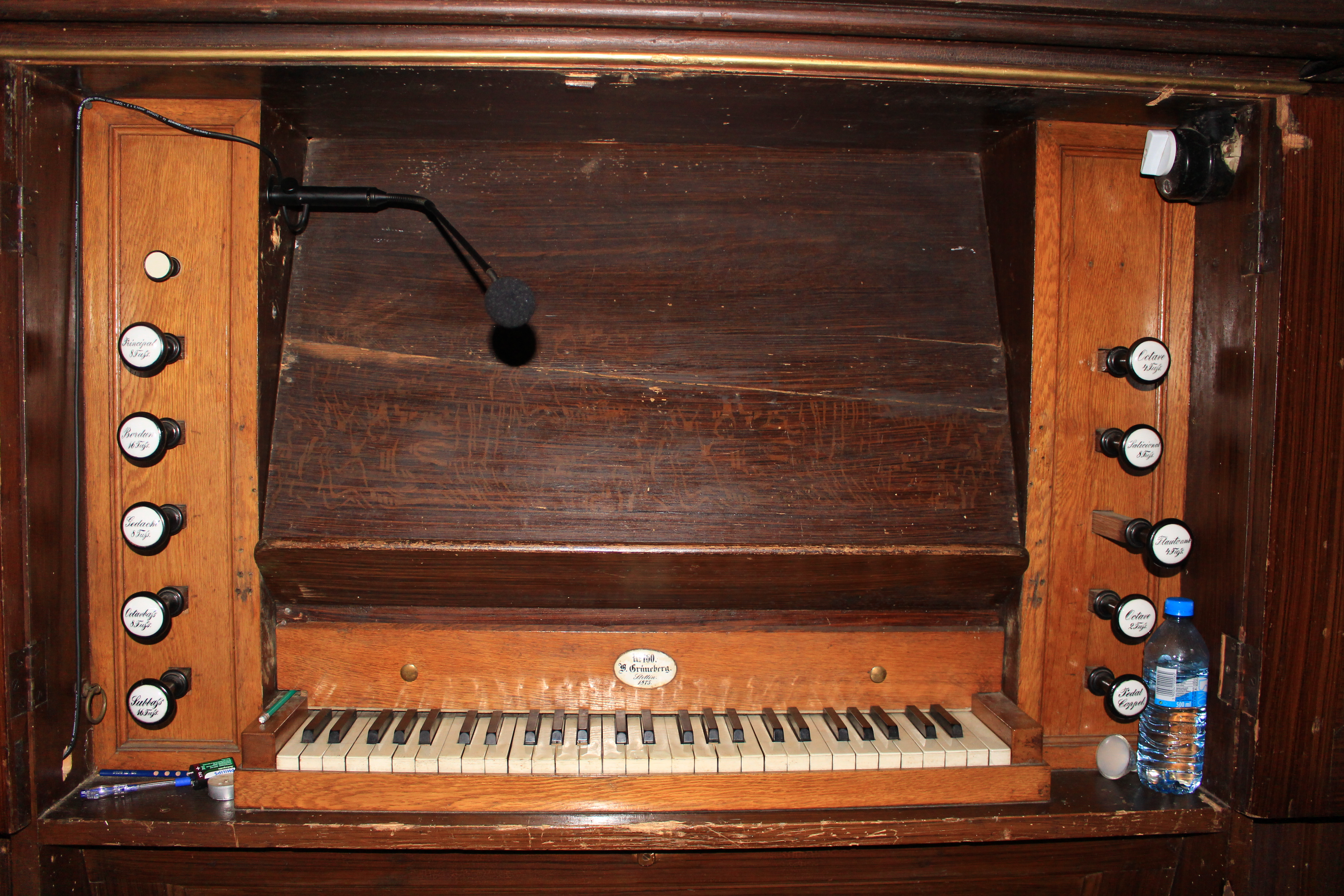
Stół gry organów Cecenowo
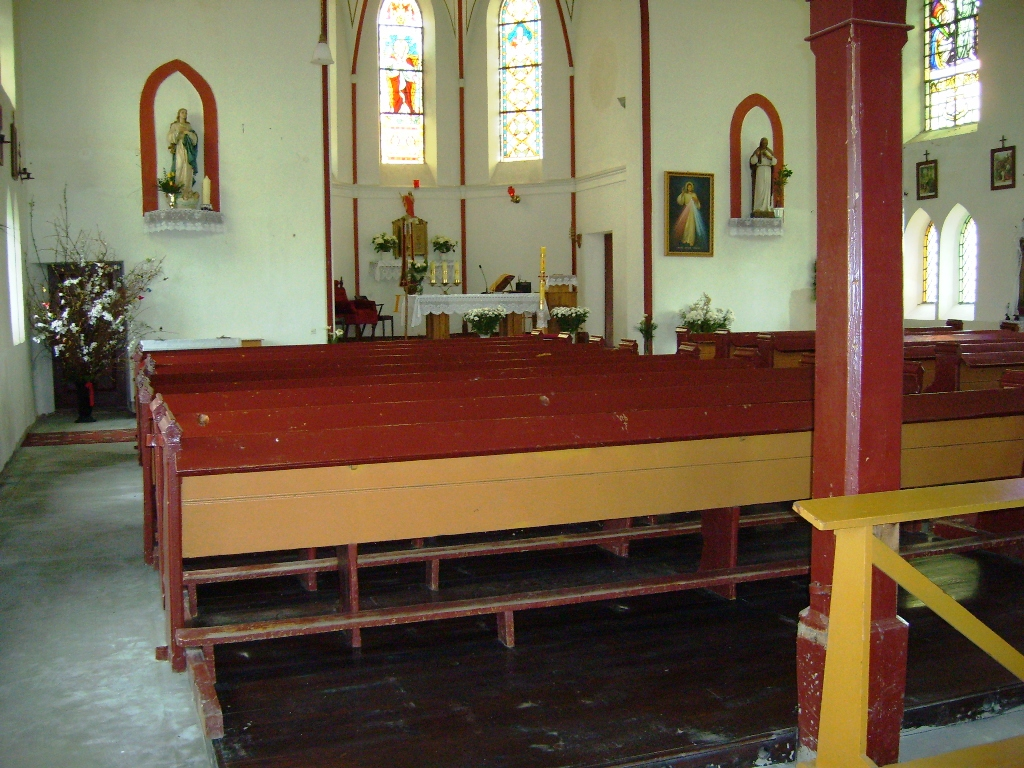
Wnętrze kościoła w Cecenowie